# Debout les morts !
 (juillet 2025).
Pour plus de détails, voir Fiche technique et Distribution.

Debout les morts! est un film muet français réalisé par Léonce Perret, André Heuzé et Henri Pouctal, sorti en 1916.

## Fiche technique
- Réalisation : Léonce Perret, André Heuzé et Henri Pouctal
- Scénario : Henri Diamant-Berger, d'après Les Quatre cavaliers de l'Apocalypse de Vicente Blasco Ibáñez
- Chef-opérateur : Louis Chaix
- Société de production : Société des Établissements L. Gaumont
- Pays de production : France
- Format : Muet - Noir et blanc
- Genre : Film de guerre
- Année de sortie : France : 1916

## Distribution
- Marguerite Moreno
- Claude Mérelle
- Jean Daragon
- Paul Hubert
- Marc Mario
- Auguste Mévisto
- Paul Manson
- Pierre Brousse